# Тау² Водолея
Тау² Водолея (лат. τ² Aquarii), 71 Водолея (лат. 71 Aquarii), HD 216032 — двойная звезда в созвездии Водолея на расстоянии приблизительно 326 световых лет (около 100 парсеков) от Солнца. Видимая звёздная величина звезды — +4,042m.

## Характеристики
Первый компонент — оранжевый или красный гигант спектрального класса M0III или K5III. Масса — около 2,34 солнечных, радиус — около 53 солнечных, светимость — около 700 солнечных. Эффективная температура — около 3690 К.
Второй компонент (HD 216020) — оранжевый гигант спектрального класса K1/2III. Эффективная температура — около 4589 К. Удалён на 132,4 угловых секунды.